# It's All in Your Mind
«It's All in Your Mind» —en español: «Todo está en tu mente»— es un sencillo lanzado por el músico estadounidense Beck. Este sencillo fue lanzado en 1995 a través de K Records. El sencillo está integrado por canciones tomadas de sesiones de Calvin Johnson durante 1993. Fue lanzado en formato de disco de 7 pulgadas. La canción también apareció en su disco de estudio del 2002, Sea Change, y en la versión deluxe del álbum One Foot in the Grave, en 2009.

## Historia
"It's All in Your Mind" fue grabada originalmente a mediados de 1993 para el álbum de 1994 de Beck, One Foot in the Grave, pero finalmente Beck la rechazó. En cambio, fue lanzada en 1995 como sencillo, con las canciones "Whiskey Can-Can" y "Feather in Your Cap", ambas de las cuales eran también de One Foot in the Grave pero finalmente tampoco quedaron en el álbum. Fue lanzada otra vez, esta vez en una versión en vivo del concierto en Bridge School Concert del 28 de octubre de 1995.

## Sea Change
"It's All in Your Mind" fue una canción destacada en los conciertos de los años 1994 y 1995, pero desaparecido hasta que Beck redescubrió la canción, en 2002, durante la grabación de Sea Change. Nigel Godrich y Beck ambos se impresionaron bastante con la vieja canción para ponerla en el álbum. A diferencia de muchas canciones de Beck, la letra de "It's All in Your Mind" sigue siendo igual a través del tiempo. Sin embargo, Beck reemplazó el rasgueo de dos acordes de la versión de 1993 con un fingerpicking más intrincado.
Es quizás una de las canciones más simples en el álbum líricamente; muchas frases que se repiten, como "quería ser" iterada nueve veces. Es la única canción en Sea Change que Beck no han escrito tras su rompimiento con Leigh Limon.

## Lista de canciones
Lado A
1. «It's All in Your Mind»

Lado B
1. «Feather in Your Cap»
2. «Whiskey Can Can»

- Las tres canciones del sencillo fueron incluidas en la versión japonesa de One Foot in the Grave, y en la reedición del álbum en 2009.